# Lễ cưới (người Khmer)
Lễ cưới Khmer (tiếng Khmer: អាពាហ៍ពិពាហ៍ខ្មែរ, phiên âm: Apéahâpĭpéah Khmêr, phát âm tiếng Việt là "À-pia-pi-pia Khơ-me") là một nghi lễ của đồng bào dân tộc Khmer. Là một sự kiện quan trọng của mỗi đời người, còn gọi ngày gối đôi.

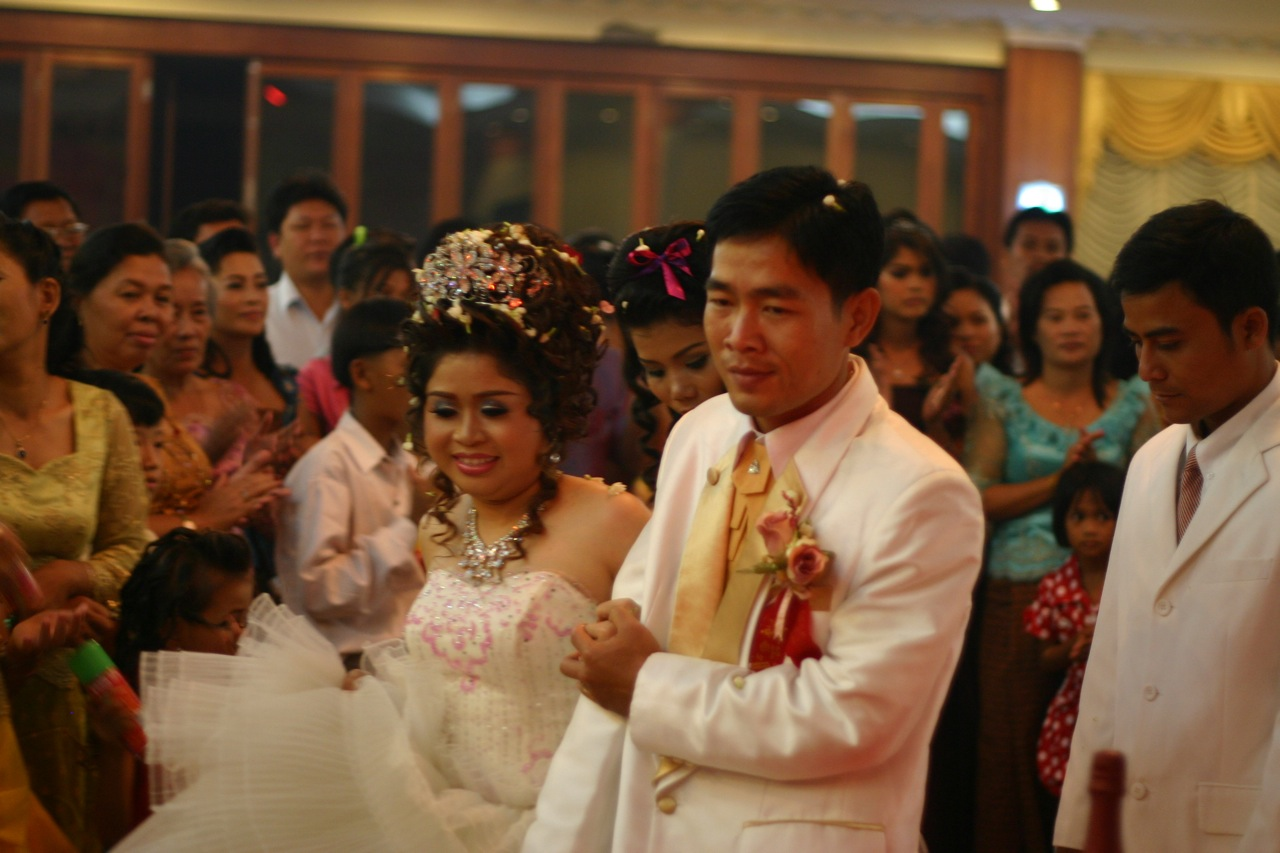
Đám cưới hiện đại của người Khmer

Lễ cưới thường kéo dài trong một ngày rưỡi. Nó bắt đầu tại nhà của cô dâu, sau đó là một nghi lễ tôn giáo và trao đổi các món quà nghi lễ. Những bộ quần áo mặc được bao phủ bởi trang sức như một sự bày tỏ lòng thành kính đối với cha mẹ cô dâu và chú rể, và tất cả những người thân và bạn bè của cặp đôi có mặt. Cha mẹ dâng lời chúc phúc, cầu mong cho cuộc sống hạnh phúc của đôi uyên ương. Về lý thuyết, hôn nhân là hôn nhân một vợ một chồng và trọn đời.

## Lịch sử